# Église Saint-Gervais-Saint-Protais
De Église Saint-Gervais-Saint-Protais (Sint-Gervasius-Sint-Protasiuskerk) of kortweg Saint-Gervais is een katholieke kerk in de Franse hoofdstad Parijs, gesitueerd aan het Place Saint Gervais in de wijk Le Marais in het 4e arrondissement. Het gebouw staat achter het Stadhuis van Parijs.

## Geschiedenis

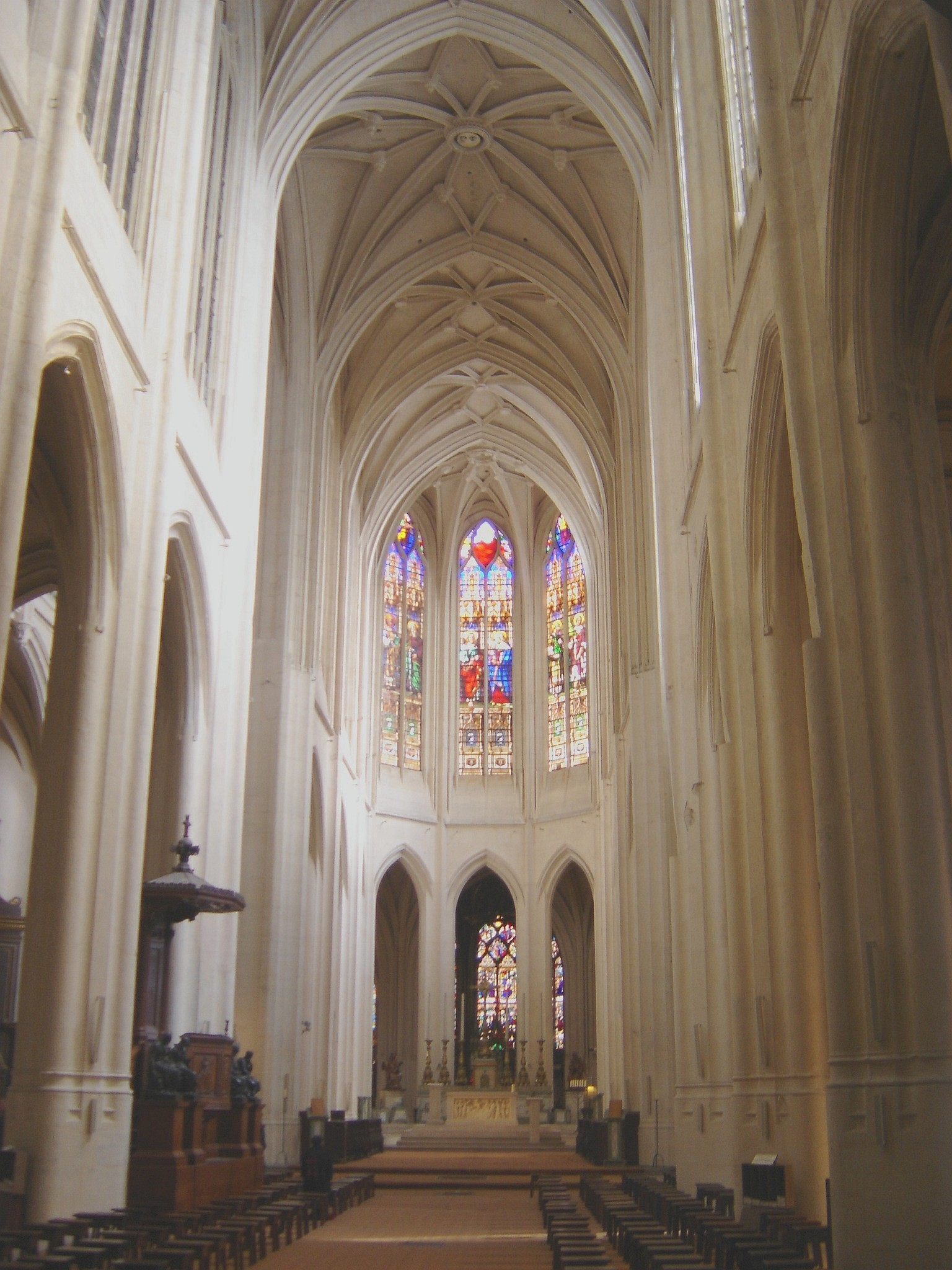
Interieur van de kerk

De kerk is gebouwd op de resten van het eerste gebouw aan de Rive Droite van Parijs; een basiliek die voor het eerst werd vermeld in documenten uit het eind van de 4e eeuw. Daarmee is dit de oudste parochie aan de rechteroever van de Seine. Voorheen was het de zetel van het machtige verbond der wijnhandelaren.
De bouw van de huidige kerk, begonnen in 1494, duurde ongeveer 150 jaar. Het gebouw is over het algemeen ontworpen in gotische stijl, terwijl de façade, van de hand van de architecten Salomon de Brosse en Clément Métezeau, is geïnspireerd door het Franse classicisme. De voorkant was voltooid in 1621.
De Saint-Gervais was gedurende meer dan twee eeuwen - vanaf 1653 - de thuisbasis van een van de bekendste muziekfamilies van Frankrijk: de Couperins. Het orgel van Louis en François Couperin, gebouwd in de 17e eeuw door Alexandre Thierry en verbouwd door de bekendste orgelbouwers van hun tijd (Robert Clicquot in 1768, Paul Dallery in 1843 en Georges Danion in 1974), is gerestaureerd door Mühleisen Orgelbau in 2003. Het is een goed voorbeeld van de Franse barok. Naast de Saint-Servais staat het huis waar de Couperins woonden, te herkennen aan een plaat met informatie over de familie. In de kerk zelf herinnert een plaquette aan Charles Bordes, die van 1890 tot 1902 'maître de chapelle' was van de Saint-Servais en veel gedaan heeft voor de herleving van de barokmuziek van de Couperins. 
De kerk werd voor de eerste keer gerestaureerd onder leiding van de architect Baltard tussen 1827 en 1844 en een tweede maal tussen 1863 en 1869 toen met name de zijkapellen en de brandglasramen werden hersteld. 
Op 29 maart 1918 viel er een Duitse obus, afgevuurd door Parijs-Geschut, op het dak van de kerk. Er was net veel volk dat de Goede Vrijdagdienst bijwoonde. 92 personen vonden de dood en 68 raakten gewond. Na de herstelling van het ingestorte dak vonden er werken plaats in 1957 en meer recent in 2013. 
In 1975 werd de parochie door kardinaal Marty toevertrouwd aan de zorg van Pierre-Marie Delfieux, teneinde er een Monastieke Gemeenschap van Jeruzalem te stichten. In 2015 waren er 7 broeders en 15 zusters verbonden aan het klooster behorend tot de kerk.

### Naamgeving

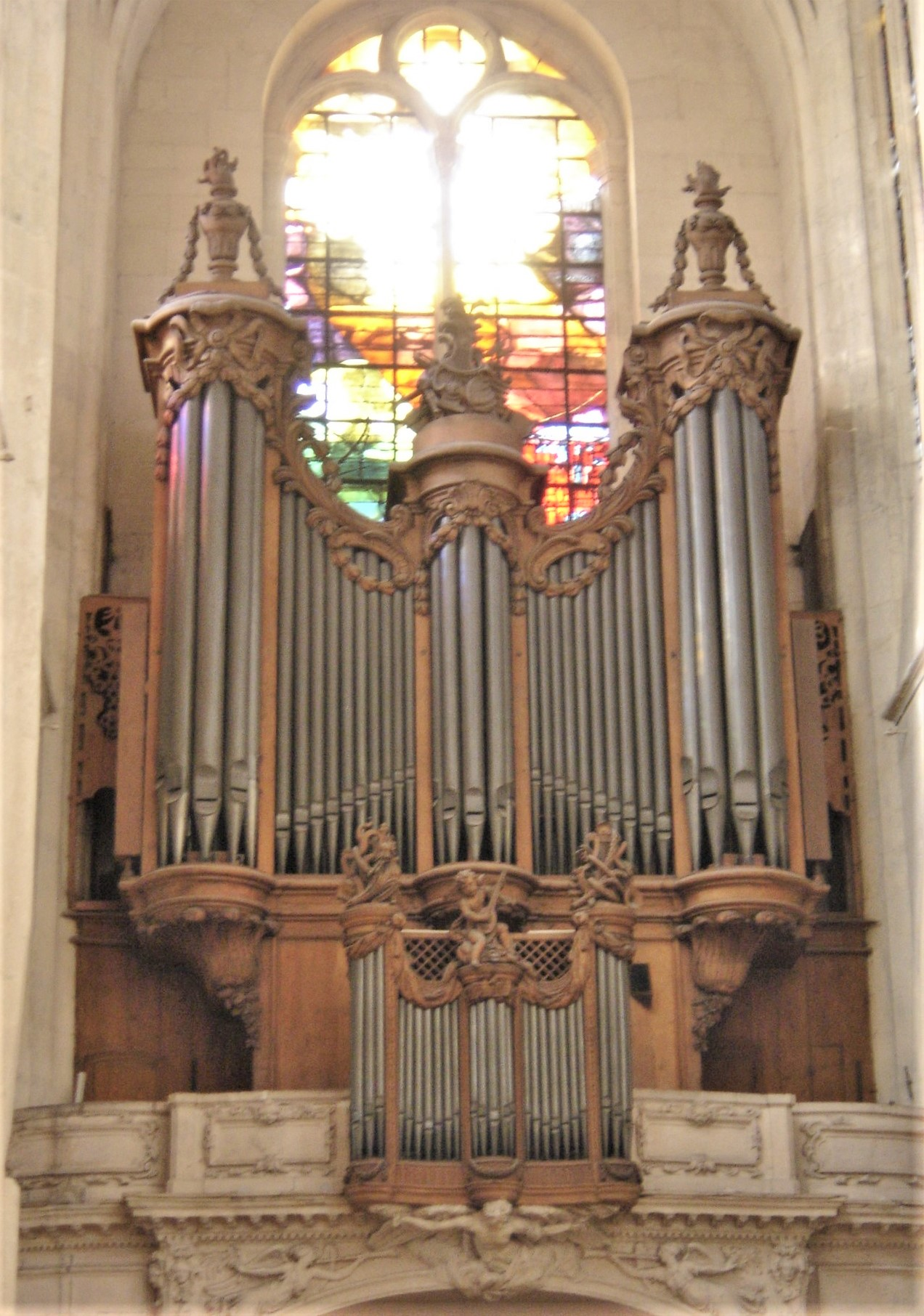
Orgel van de kerk

De kerk is gewijd aan de heiligen Gervasius en Protasius, twee broers die in de 1e eeuw onder keizer Nero als martelaren zijn gestorven. Tijdens de periode waarin de kerk werd gebouwd (16e eeuw) waren de broers zeer populair, getuige het grote aantal kerken gebouwd tijdens deze periode die gewijd zijn aan minimaal een van de twee heiligen. Slechts een handjevol daarvan bestaat echter nog steeds.

### Locatie
Het plein aan de voet van de trappen van de kerk werd gedurende lange tijd Carrefour de l'Orme (Kruispunt van de iep) genoemd: sinds de middeleeuwen stond er een eeuwenoude iep midden op het plein. De bewoners van Le Marais wisselden hun geld in de schaduw van de boom. Er zijn nog steeds afbeeldingen van de iep te vinden op allerlei gebouwen rondom het plein - inclusief de kerk.
De Saint-Gervais wordt geflankeerd door de Rue François Miron, waar op nummer 11 en 13 de twee oudste middeleeuwse huizen van Parijs te vinden zijn. Ze zijn waarschijnlijk afkomstig uit de 14e eeuw. Het hout aan de buitenkant is duidelijk te zien - ondanks het feit dat dat toentertijd verboden was vanwege het brandgevaar.